# DTT (fjernsyn)
 For alternative betydninger, se DTT. (Se også artikler, som begynder med DTT)
DTT eller DTTV i fjernsynsammenhænge henfører til jordbaseret digital-tv, hvilket også kan formuleres som digital-tv formidlet via jordnet.
DTT og DTTV er engelske forkortelser, der står for digital terrestrial television som kan oversættes til digitalt terrestrisk tv.
Formålet med DTT er ligesom med andre digitale tv platforme via f.eks. kabel-tv, satellit-tv og andet digital telekommunikation at udnytte båndbredden mere effektivt – og/eller øge kapaciteten, hvilket kan betyde fjernsyn med højere opløsning, bedre kvalitet og lavere driftsomkostninger. DTT anvender stort set samme tv-antenner som det gamle analoge fjernsyn.
Der er forskellige varianter af digitale fjernsynsstandarder i brug rundt omkring i verden:
- DVB-T-standarden og forbedringen DVB-T2 er den mest udbredte og den anvendes i Europa, Australien, New Zealand, Colombia og nogle afrikanske lande.
- Advanced Television Standards Committee skabte ATSC-standarden som anvender en ATSC-tuner i nordamerika og Sydkorea. ATSC er en evolution fra det analoge National Television Standards Committee (NTSC-standarden).
- DMB-T/H er Kinas egen fjernsynsstandard (inklusiv Hong Kong – selvom Hong Kong's kabel-tv indholdsudbyder anvender DVB).
- Integrated Services Digital Broadcasting (ISDB-T) anvendes i Japan – og en variation af denne anvendes i det meste af sydamerika. ISDB-T ligner meget DVB-T og kan dele front-end-tuner og demodulator komponenter.
- Resten af verden har ikke taget stilling til digitalt fjernsyn.

De fleste europæiske lande har skiftet fra analog-tv til DTT, mens de fleste af resten håber at være skiftet i løbet af 2012.

## Modtagning
For at modtage digitalt jordbaseret tv skal man have en digital modtager/tuner, som kan være indbygget i:
- En separat dtv-modtager, en digital tv-modtagerboks.
- Et fjernsynsapparat
- En DVR (=PVR, inkl. DVD-optager og harddisk-optager), en personlig video recorder (digital harddisk optager til privat brug).
- En PC eller en decideret HTPC (Home theater PC), medie-pc. (Tilslutningen til computere kan også være perifer via USB)

Med det analoge tv-system er det sådan at én kommunikationskanal (f.eks. UHF kanal 31) kun kan formidle én analog tv-kanal. Med DTT kan én kommunikationskanal formidle flere digitale tv-kanaler. Grunden er at man benytter datakomprimering, der gør at en enkelt digital tv-kanal båndbreddemæssigt fylder mindre. Når kommunikationskanalen anvendes til at samsende flere tv-kanaler, kaldes det en multiplex-kommunikationskanal eller kort MUX. Betjeningen af en dtv-tuner er lige så let som en analog tuner, når tuneren først er indstillet.
En eller flere tv-kanaler i en multiplex-kommunikationskanal kan være kodet på en sådan måde, at der kræves en speciel dtv-tuner med typisk viaccess- eller conax-kort-læser. Kodningen kan benyttes til at kræve særbetaling eller sørge for at kun de rette personer kan se kanalen.

## Danske forhold
Da de analoge antenne-signaler i Danmark slukkede natten til 1. november 2009 skulle alle, der modtog tv via antenne – men kun disse – have en digital modtager kompatibel med DVB-T standarden for fortsat at kunne se dansk tv.
2. april 2012 skiftede det Boxer administrerede Mux 5 fra DVB-T til DVB-T2 transmission i forbindelse med at sikre plads til bl.a TV2 i HD opløsning på det terrestrielle net.
Formentlig fra 2013 bliver kanal 61-69 anvendt til 800MHz-bredbånd, hvilket kan give tv-forstyrrelser på udstyr, som ikke er robust overfor 800MHz-bredbånd.
Den 2. juni 2020 (mellem kl.00-14) blev det sidste offentlige DVB-T omlagt til DVB-T2.

## Teknisk
Almindeligt mastebaseret analogt tv ligger i VHF- og UHF-frekvensbåndene. Ved modtagelse af analogt tv indstiller man sin tv-modtager på den tv-kanal (frekvens), man ønsker at se.
Mastebaseret digitalt tv, DVB-T2 (Digital Video Broadcasting-Terrestrial), bliver udsendt på UHF-frekvensbåndet (kanal 21-48). Det er dog også muligt at anvende VHF bånd III, hvor de fleste lande har fået tildelt kanaler til en MUX (kanal 5-12), men det anvendes ikke endnu. På én analog kanal kan der ligge en MUX (multiplex). En MUX kan for eksempel indeholde tre-fire digitale tv-kanaler i samme kvalitet, som vi kender fra den analoge verden (7-8 MHz). Alternativt kan MUX'en også anvendes til én HDTV-kanal i MPEG-2-format (19-20 Mbit/s) eller to HDTV-kanaler i MPEG-4-format (8-10 Mbit/s).
Der kan i de fleste europæiske lande kun være syv MUX'er på hele UHF-båndet, da der skal være en vis kanaladskillelse for at undgå overlapning af signalet kanalerne imellem og landene imellem.
For at modtage DVB-T skal man have en digital modtager, som kan være indbygget i fjernsynsapparatet eller i en PVR, en 'personlig video recorder' (digital harddiskoptager til privat brug). En tuner til modtagelse af henholdsvis kabel-tv med DVB-C og satellit-tv med DVB-S/S2 er som regel placeret i eksterne bokse. En digital modtagerboks betegnes en 'set top box', STB, uanset om den er bygget til at modtage fra en antenne, et kabel eller en parabolantenne.
DVB-T er mindre antennekrævende end analogt tv. Mens man med analogt tv skulle investere i en dyr antenneinstallation for at få en god billedkvalitet, kan man med DVB-T ofte opnå perfekt billedkvalitet på en stueantenne placeret i en vindueskarm. I København er dette muligt i de fleste boliger inden for 10 km fra Gladsaxesenderen.
Oftest har man enten signal i fuld kvalitet på tv'et eller slet intet signal. På grænsen mellem de to situationer kan man dog opleve et ustabilt signal som falder ud en gang imellem, især under dårlige vejrforhold (fx tordenbyger).

## Transmissions-standarder for jordbaserede digitalt tv i Europa
- DVB-T anvendes fra 2-6-2020 ikke i Danmark.
- DVB-T2 bliver sendt via tv-mast – I Danmark blev standarden taget i brug til MUX 5 den 2. April 2012.
- Måske på vej: DVB-T2-Lite bliver sendt via tv-mast – I Danmark bliver standarden anvendt til testsendinger fra ca. 2011-2012. Indholdet kan være blandet radio og fjernsyn til mobile enheder.

## Digitalt tv i Storbritannien
Storbritannien indførte digitalt betalings tv i 1998 efter DVB-T standarden også kaldet DTT.
Mellem november 2008 og udgangen af 2012 vil de analoge kanaler blive slukket i en tv region af gangen.

## Overgang til digitalt tv i Finland
Alle fjernsyntransmissioner over land overgik til digital sending i Finland den 1. september 2007 kl. 04:00 finsk tid (kl. 01:00 UTC).  Oprindeligt skulle alle tv-modtagelser gøres digitale, men tidsfristen er imidlertid forlænget for den analoge modtagelse til hospitaler, boligselskaber og senest kabel-tv-selskaber.

## Overgang til digitalt tv i Sverige
Sverige har i perioden 19. september 2005 til 29. oktober 2007 helt omstillet tv nettet fra analog til digital udsendelse.

## Mulige tv-forstyrrelser i Europa
I Sverige (og formentlig fra 2013 også i Danmark og yderligere steder i Europa) bliver kanal 61-69 anvendt til 800MHz-bredbånd, hvilket kan give tv-forstyrrelser på udstyr, som ikke er robust overfor 800MHz-bredbånd.